# Muscolo lungo della testa
Nell'anatomia umana il muscolo lungo della testa, chiamato anche grande retto anteriore della testa è un muscolo  del collo.

## Anatomia
Muscolo lungo, sottile si ritrova vicino al muscolo lungo del collo. Ha inizio dalla parte basilare dell'osso occipitale. Si inserisce sui processi trasversi di c2 c3 c4 c5